# Wolfgang Schareck

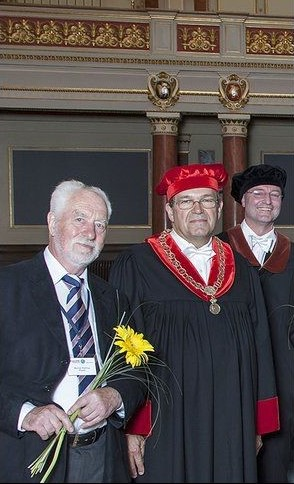
Wolfgang Schareck (Mitte) (2015)

Wolfgang Dietrich Karl Schareck (* 25. Januar 1953 in Düsseldorf) ist ein deutscher Chirurg und Hochschullehrer. Er hat eine Professur für Gefäßchirurgie und Transplantationschirurgie an der Universität Rostock inne und war von 2009 bis 2023 Rektor der Universität.

## Leben
Wolfgang Schareck wurde als Sohn des Juristen Heribert Schareck und der Archäologin Irmtraut Schareck geboren, die der Reederfamilie Cords entstammt. Er hat eine Schwester, die Künstlerin ist. Wolfgang Schareck legte nach einem sechsmonatigen Schüleraustausch in Penfield (USA) 1971 am Rethel-Gymnasium in Düsseldorf das Abitur ab und immatrikulierte sich als Medizinstudent an der Albert-Ludwigs-Universität Freiburg. 1978 verfasste Schareck eine Dissertation bei dem Kardiologen Herbert Reindell mit dem Thema: Einteilung und Verlauf chronischer Kardiomyopathien unter besonderer Berücksichtigung hämodynamischer und röntgenologischer Kriterien. Nach Bundeswehrzeit als Stabsarzt an der Chirurgischen Abteilung des Bundeswehrkrankenhaus in Hamm von 1978 bis 1981 und einem Jahr Assistenzarztzeit am Pathologischen Institut des Städtischen Krankenhauses in Dortmund bei Herbert Otto setzte Schareck seine chirurgische Ausbildung an der Chirurgischen Klinik der Universität Tübingen bei Leo Koslowski fort. 1987 wurde er Facharzt für Chirurgie und Oberarzt. 1988 folgte ein einjähriger Gastaufenthalt zum experimentellen Arbeiten am Physiologischen Institut der Universität Göttingen bei Hans-Jürgen Bretschneider. 1992 habilitierte er sich in Tübingen mit dem Thema Zur Organprotektion der Leber: Konservierung der Schweineleber nach Perfusion mit den organprotektiven Lösungen „EuroCollins“ und „UW“. Von 1992 bis 1994 folgte die Ausbildung zum Gefäßchirurgen an der Klinik für Herz-, Thorax- und Gefäßchirurgie bei Hans-Eberhard Hoffmeister. 1994 wechselte Schareck mit Ulrich T. Hopt nach Rostock und übernahm die Funktion des Leitenden Oberarztes in der Abteilung für Allgemeine, Thorax-, Gefäß- und Transplantationschirurgie. 1999 wurde er zum außerplanmäßigen Professor ernannt. 2002 folgte eine C3-Professur für Gefäßchirurgie und Transplantationschirurgie.
Ab 1983 arbeitete Schareck im Transplantationsteam zunächst im Team von Hermann Bockhorn, dann zusammen mit Ulrich T. Hopt in der Organisation und technischen Durchführung der Organspende sowie der Transplantation von Nieren, Leber und Bauchspeicheldrüse. In Rostock etablierte Schareck den Arbeitsbereich Gefäßchirurgie an der Universitätsklinik, gründete das interdisziplinäre Gefäßzentrum URIG (Universität Rostock Interdisziplinäres Gefäßzentrum) mit Schwerpunkten in der supraaortalen Gefäßchirurgie, der Chirurgie der abdominalen Aorta, der Gefäßchirurgie der unteren Extremitäten und der Gefäßzugangschirurgie. 1999 entwickelte er zusammen mit Sabine Köhler den fünftägigen TOP Course, einen internationalen Hands-on-Kurs in Groß Dölln für Transplantationschirurgie, den er über zehn Jahre dreimal jährlich leitete.
Schareck war von 1999 bis 2008 Vorsitzender der Organkommission Pankreastransplantation in der Deutschen Transplantationsgesellschaft DTG, von 2000 bis 2006 Mitglied der Ständigen Kommission Organtransplantation der Bundesärztekammer, dort auch bis 2004 in der Prüfungskommission, von 2001 bis 2008 Mitglied und stellvertretender Vorsitzender des Fachbeirates der Deutschen Stiftung Organtransplantation DSO der Region Nordost. 2002 wurde er in das Pancreas Advisory Committees bei Eurotransplant berufen, seit 2004 für vier jeweils dreijährige Amtszeiten in das Board bei Eurotransplant gewählt, in dem er seit 2006 das Pancreas Advisory Committee als Chairman leitete bis 2016. 2015 ernannte ihn der Ministerpräsident des Landes Mecklenburg-Vorpommern für fünf Jahre zum Präsidenten des Kuratoriums Gesundheitswirtschaft.
Von 2004 bis 2008 war Schareck im Fakultätsrat der Medizinischen Fakultät und Präsident des Akademischen Konzils der Universität Rostock, von 2006 als Studiendekan in der Fakultätsleitung der Medizinischen Fakultät. 2008 wurde Wolfgang Schareck zum Prorektor für Studium und Lehre gewählt, und nachdem Thomas Strothotte in der Funktion des Rektors an die Universität Regensburg gewechselt war, übernahm Schareck die Geschäfte als kommissarischer Rektor. In der Neuausschreibung der Rektorstelle Anfang 2009 konnte sich Wolfgang Schareck als Rektor durchsetzen und die Prorektorenstellen nachbesetzen. Nach einem Jahr Amtszeit wählte der Deutsche Hochschulverband (DHV) Schareck zum Rektor des Jahres 2010. 2013 und 2017 wurde er als Rektor für eine jeweils fünfjährige Amtszeit wiedergewählt. Seine letzte Amtszeit endete im April 2023. Ihm folgte Elizabeth Prommer als Rektorin nach.
Schareck ist katholischer Konfession und seit 1978 mit Ursula geb. Tschirdewahn verheiratet. Sie haben drei Kinder.

## Auszeichnungen
- Wahl zum Rektor des Jahres 2010 durch den Deutschen Hochschulverband (DHV)[2]
- Ehrendoktor der Amity University (Indien), 2017[3]
- Ansgar-Medaille des Erzbistums Hamburg, 2019[4]
- Ehrenprofessur des Andijan State Medical Institute (Usbekistan), 2022[5]
- Ehrendoktorwürde der Pommerschen Medizinischen Universität in Szczecin (PUM) im Oktober 2023

## Publikationen (Auswahl)
- Einteilung und Verlauf chronischer Kardiomyopathien unter besonderer Berücksichtigung hämodynamischer und röntgenologischer Kriterien. Univ., Med. Fak., Diss., Freiburg (Breisgau) 1978.
- WD Schareck, UT Hopt, GH Muller, B Greger, T Risler, H Bockhorn: Reduction of nephrotoxicity and improvement of immunosuppression by combination of cyclosporine A and azathioprine. In: Transplant Proc., 1987, Feb, 19 (1 Pt 3), S. 1937–1939.
- WD Schareck, UT Hopt, F Geisler, F Pfeffer, HD Becker.: Quality of life after combined pancreas-/kidney transplantation. In: Transplant Proc., 1994, Apr, 26(2), S. 518–519.
- WD Schareck: Why radiological diagnosis of liver tumors? In: Radiologe, 1995, Nov, 35(11 Suppl 2), S. 271–274.
- B Kortmann, A Pirzkall, F Pfeffer, UT Hopt, WD Schareck: Portal venous and enteric exocrine drainage in simultaneous pancreas-kidney transplantation: experience with 70 consecutive transplant recipients. In:  Transplant Proc., 2003, Sep, 35(6), S. 2102–2103.
- CM Bunger, J Kroger, L Kock, A Henning, E Klar, W Schareck: Axillary-axillary interarterial chest loop conduit as an alternative for chronic hemodialysis access. In: J Vasc Surg 42(2), 2005, S. 290–295.